# Canton de Chalabre
Pour les articles homonymes, voir Chalabre (homonymie).
Le canton de Chalabre est une ancienne division administrative française située dans le département de l'Aude et la région Languedoc-Roussillon. En 2014, il a été intégré en totalité dans le canton de la Haute-Vallée de l'Aude qui compte 84 communes et Quillan comme bureau centralisateur.

## Géographie
Ce canton était organisé autour de Chalabre dans l'arrondissement de Limoux. Son altitude variait de 314 m (Caudeval) à 1 090 m (Rivel) pour une altitude moyenne de 417 m.

## Représentation

### Conseillers généraux de 1833 à 2015
| Période          | Période          | Identité                          | Étiquette    | Qualité                                                                              |
| ---------------- | ---------------- | --------------------------------- | ------------ | ------------------------------------------------------------------------------------ |
| 1833             | 1836             | Antoine Anduze                    |              | Fabricant de draps Maire de Chalabre (1830→1848)                                     |
| 1836             | 1871             | Jean Jacques Antoine Anduze-Faris |              | Négociant, fabricant de draps Maire de Chalabre (1832→1848 et 1851→1870)             |
| 1871             | 1888 (démission) | Lazare Anduze                     | Droite       | Négociant et propriétaire à Chalabre                                                 |
| 1888             | 1892             | Paul Bézard jeune                 |              | Propriétaire Maire de Chalabre (1882→1888)                                           |
| 1892             | 1928             | Jean Bonnail                      | Rad.         | Industriel Maire de Sainte-Colombe-sur-l'Hers (1878→1919)                            |
| 1928             | 1940             | Jean Amiel                        | Rad.         | Maire de Chalabre (1920→1924) conseiller d'arrondissement                            |
|                  |                  |                                   |              |                                                                                      |
| 1942             | 1945             | Pierre Maubec (1877→1957)         |              | Industriel Maire de Sainte-Colombe-sur-l'Hers Nommé conseiller départemental en 1942 |
|                  |                  |                                   |              |                                                                                      |
| 1945             | 1979             | Jean Tisseyre                     | SFIO puis PS | Directeur d'école Adjoint au Maire de Puivert                                        |
| 1979             | 2002 (démission) | Jacques Montagné                  | PS           | Conseiller agricole Maire de Chalabre (1989→2001)                                    |
| 17 novembre 2002 | 2011             | Roger Rosich                      | PS           | Cadre Territorial, Chalabre                                                          |
| 2011             | 2015             | Jean-Jacques Aulombard            | DVD          | Directeur d'un EHPAD Maire de Chalabre depuis 2014                                   |

### Conseillers d'arrondissement (de 1833 à 1940)
| Période                                  | Période | Identité                         | Étiquette                | Qualité |
| ---------------------------------------- | ------- | -------------------------------- | ------------------------ | --- |
| 1833                                     | 1842    | Vincent Chaubet père (1786-1851) |                          | Fabricant de drap à Chalabre                                                                                |
| 1842                                     | 1848    | André Cazalens fils              |                          | Propriétaire et négociant à Chalabre                                                                        |
|                                          |         |                                  |                          | |
| 1855                                     |         | Vincent Chaubet fils             |                          | Propriétaire à Chalabre                                                                                     |
|                                          |         |                                  |                          | |
| 1895                                     | 1910    | Jean-Jacques Tournié             | Républicain puis Radical | Négociant à Chalabre                                                                                        |
|                                          |         |                                  |                          | |
| 1919                                     | 1928    | Jean Amiel-Vidal                 | Rad.                     | Maire de Chalabre (1920-1924)                                                                               |
| 1928                                     | 1940    | Jean Horte                       | Radical                  | Maire de Rivel                                                                                              |
| 1940                                     |         |                                  |                          | Les conseils d'arrondissement ont été suspendus par la loi du 12 octobre 1940 et n'ont jamais été réactivés |
| Les données manquantes sont à compléter. |         |                                  |                          | |

## Composition
Le canton de Chalabre regroupait quinze communes. 
| Nom                       | Code Insee | Intercommunalité         | Superficie (km2) | Population (dernière pop. légale) | Densité (hab./km2) |
| ------------------------- | ---------- | ------------------------ | ---------------- | --------------------------------- | ------------------ |
| Chalabre (chef-lieu)      | 11091      | CC des Pyrénées Audoises | 15,49            | 1 107 (2014)                      | 71                 |
| Caudeval                  | 11080      | CC Pyrénées Audoises     | 7,19             | 163 (2013)                        | 23                 |
| Corbières                 | 11100      | CC des Pyrénées Audoises | 8,53             | 35 (2014)                         | 4,1                |
| Courtauly                 | 11107      | CC des Pyrénées Audoises | 7,72             | 69 (2014)                         | 8,9                |
| Gueytes-et-Labastide      | 11171      | CC Pyrénées Audoises     | 4,81             | 44 (2013)                         | 9,1                |
| Montjardin                | 11249      | CC des Pyrénées Audoises | 14,11            | 90 (2014)                         | 6,4                |
| Peyrefitte-du-Razès       | 11282      | CC des Pyrénées Audoises | 6,72             | 41 (2014)                         | 6,1                |
| Puivert                   | 11303      | CC des Pyrénées Audoises | 41,29            | 523 (2014)                        | 13                 |
| Rivel                     | 11316      | CC des Pyrénées Audoises | 24,30            | 200 (2014)                        | 8,2                |
| Saint-Benoît              | 11333      | CC des Pyrénées Audoises | 21,31            | 106 (2014)                        | 5                  |
| Sainte-Colombe-sur-l'Hers | 11336      | CC des Pyrénées Audoises | 10,61            | 457 (2014)                        | 43                 |
| Saint-Jean-de-Paracol     | 11346      | CC des Pyrénées Audoises | 7,08             | 113 (2014)                        | 16                 |
| Sonnac-sur-l'Hers         | 11380      | CC des Pyrénées Audoises | 13,74            | 154 (2014)                        | 11                 |
| Tréziers                  | 11400      | CC des Pyrénées Audoises | 6,41             | 103 (2014)                        | 16                 |
| Villefort                 | 11424      | CC des Pyrénées Audoises | 12,67            | 94 (2014)                         | 7,4                |

## Démographie
| 1962  | 1968  | 1975  | 1982  | 1990  | 1999  | 2006  | 2011  | 2012  |
| ----- | ----- | ----- | ----- | ----- | ----- | ----- | ----- | ----- |
| 4 591 | 4 374 | 3 770 | 3 642 | 3 352 | 3 257 | 3 398 | 3 419 | 3 389 |